# Kjell Saga
Kjell Saga (12 novembre 1932 – 23 agosto 2022) è stato un calciatore norvegese, di ruolo difensore.

## Carriera

### Club
Saga giocò per il Lyn Oslo dal 1958 al 1967. Totalizzò 85 presenze nella 1. divisjon, contribuendo al successo finale nel campionato 1964. Conta anche 10 presenze nelle competizioni europee per club. Vinse anche la Coppa di Norvegia 1967.

## Palmarès

### Club

#### Competizioni nazionali
- Campionato norvegese: 1

Lyn Oslo: 1964
- Coppa di Norvegia: 1

Lyn Oslo: 1967